# Андриевских, Анна Геннадьевна
Анна Геннадьевна Андриевских (род. 1979 год) — российская пловчиха в ластах, заслуженный мастер спорта России.

## Карьера
Воспитанница тульской СДЮШОР "Дельфин". Тренер - ЗТр П.Г. Дудченко.
Первая чемпионка Европы по плаванию в ластах на дистанции 20 км, единственная спортсменка в мире, победившая на всех дистанциях марафонских заплывов в ластах, трёхкратный обладатель Кубка Мира, восьмикратная чемпионка мира по подводному спорту, восемнадцатикратная чемпионка России, член сборной команды России с 1995 по 2010 год.
Заслуженный мастер спорта России (2004).